# بوبي
كان البَوبِيّ أو البَوبِيَّة ستة بنسات إسكتلندية. الكلمة تعني عملة نحاسية مخفضة القيمة بقيمة ستة بنسات اسكتلندية (تساوي في ذلك الوقت نصف بنس إنجليزي)، صادرة من عهد جِمس الخامس ملك إسكتلندا إلى عهد وليم الثاني ملك إسكتلندا. طُرقَت حتى عام 1677 عندما أُنتَجت على مكابس لولبية.